# Cseszte
Cseszte (szlovákul Častá, németül Schattmansdorf) község Szlovákiában, a Pozsonyi kerület Bazini járásában.

## Fekvése
Nagyszombattól 20 km-re északnyugatra fekszik.

## Története
A falut 1296-ban említik először, a közeli Vöröskő várának tartozéka és szolgálófaluja volt, amelyet a 13. század második felében Tibor fejéri ispán építtetett, a Pozsonyból Morvaországba vezető út védelmére. Itt töltötte özvegységét Konstanca, III. Béla király lánya, férje, a lengyel király halála után. 1296-ban Csák Máté kezére került, majd 1321-től királyi vár. 1390-ben Zsigmond foglalta vissza Prokop morva őrgróftól. A 16. század elején leégett, 1523 és 1537 között a Fuggerek építtették újjá. Bocskai és Bethlen hadai ostrommal vették be. 1683-ban Thököly serege foglalta el, tőle Kollonich Zsigmond csellel vette vissza. Közben a Pálffyak 1670 és 1680 között reneszánsz-barokk stílusban építtették át. 1710-ben Rákóczi serege sikertelenül ostromolta, de a vár leégett.
A falut a 16. században horvát telepesekkel népesítették be. 1560-ban vásártartási jogot kapott. A település 1644-ben tűzvészben leégett, 1738-ban pestisjárvány pusztított. Lakói mezőgazdasággal, szőlőtermesztéssel, kézművességgel foglalkoztak. Céhei alakultak: a 16. században a bognároké, a 17. században a szabóké és a csizmadiáké. Sörfőzdéje a 16. században épült. A 17. században papírmalom, a 18. században posztógyár is működött itt. 1884-ben zsinagóga épült.
Vályi András szerint „CSASZTA. Sattmanszdorf, Cseszta. Tót mező Város Poson Vármegyében, igen népes hely. Földes Ura Gróf Pálfy Uraság, lakosai katolikusok, a’ Vöröskői Uradalomhoz tartozik, fekszik a’ Vöröskői Vár alatt, Modorhoz közel, ’s Nagyszombattól 1 1/2 mértföldnyire, földgye, réttye, legelője, fája elég, Cseszte név alatt is előfordúl.”
Fényes Elek szerint „Cseszte, (Császta, Schatmansdorf), tót mező-város, Pozsony vármegyében, Modortól északra 1, Vöröskőtől 1/4 órányira. Szőlőhegyek s erdők közt elrejtve. Lakosai közt, kik 1387 kath., 270 zsidóra mennek, sok csizmadia van. Kath. paroch. templom, synagóga; ékes urasági tiszti lakás. Fő gazdasága szőlőhegyében s nagy erdejében áll. F. u. gr. Pálffy Rudolf örökösei.”
A trianoni békeszerződésig Pozsony vármegye Szenci járásához tartozott.

## Népessége
| Év:            | 1994. | 2004.   | 2014.   | 2024.   |
| -------------- | ----- | ------- | ------- | ------- |
| Emberek száma: | 1948  | 2094    | 2212    | 2419    |
| Eltérés:       |       | +7,49 % | +5,63 % | +9,35 % |

| Év:            | 2023. | 2024.   |
| -------------- | ----- | ------- |
| Emberek száma: | 2396  | 2419    |
| Eltérés:       |       | +0,95 % |

1910-ben 1685 lakosából 1459 szlovák, 145 német, 79 magyar, valamint 1-1 román és egyéb anyanyelvű.
2011-ben 2170 lakosából 2118 szlovák.

## Neves személyek
- Vöröskő várában született 1664. augusztus 20-án gróf Pálffy János császári tábornagy, Magyarország nádora, Pozsony várának örökös kapitánya.
- Vöröskő várában született 1812-ben Pálffy Móric császári lovassági tábornok, a főrendiház tagja, császári és királyi kamarás, az Aranygyapjas rend birtokosa, 1861-1865 között Magyarország helytartója.
- Vöröskő várában született 1828-ban Pálffy István császári és királyi kamarás, Pozsony vármegye örökös főispánja, valóságos belső titkos tanácsos, az Országos Erdészeti Egyesület alelnöke.
- 1785-ben itt szolgált káplánként Rudnay Sándor, később esztergomi érsek.
- Itt szolgált Zwebner Ábrahám rabbi.
- Valószínűleg itt hunyt el 1568-ban vagy 1569-ben Hans Dernschwam a Fugger család szolgálatában álló kereskedő volt.

## Nevezetességei

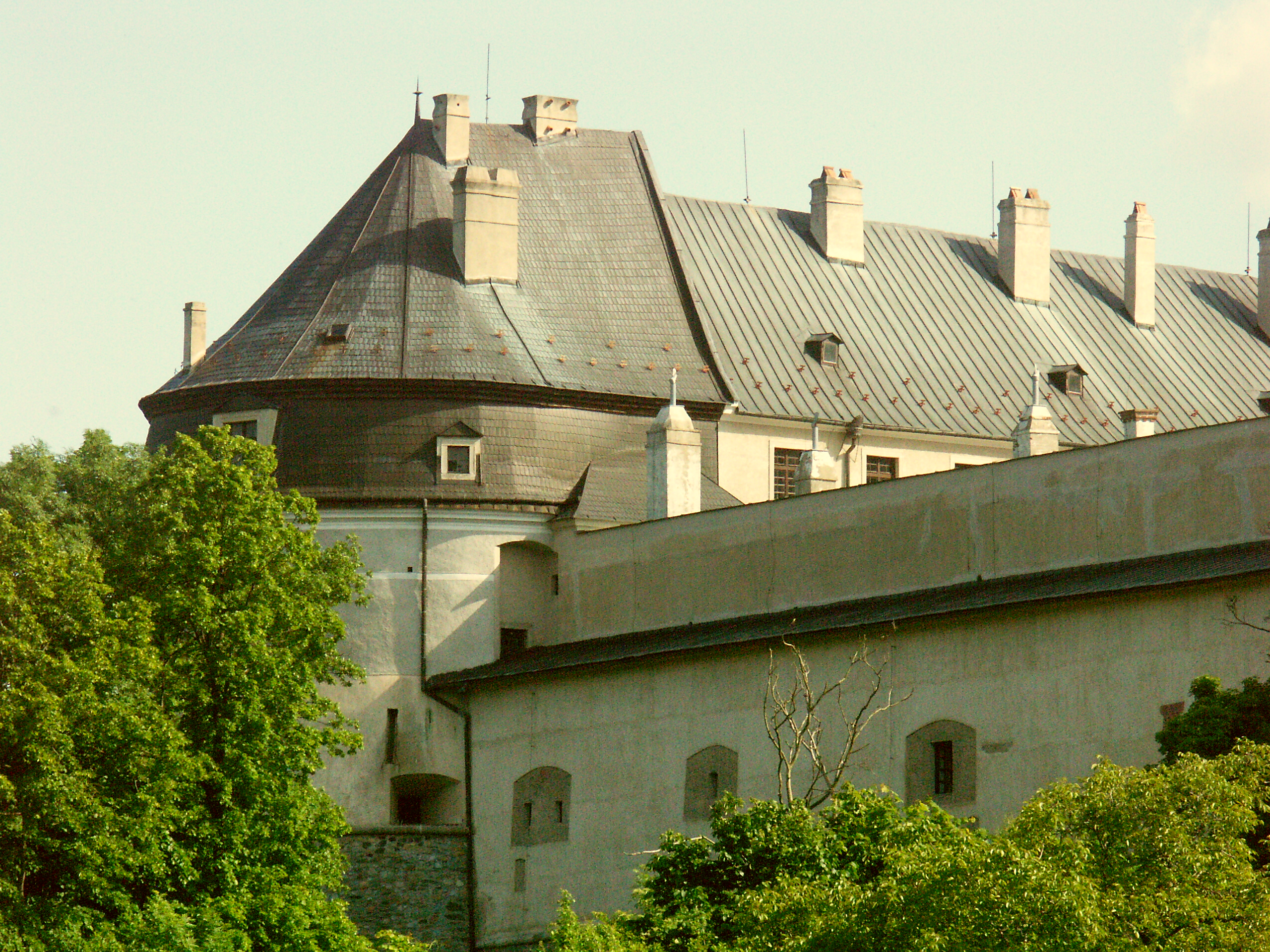
Vöröskő vára
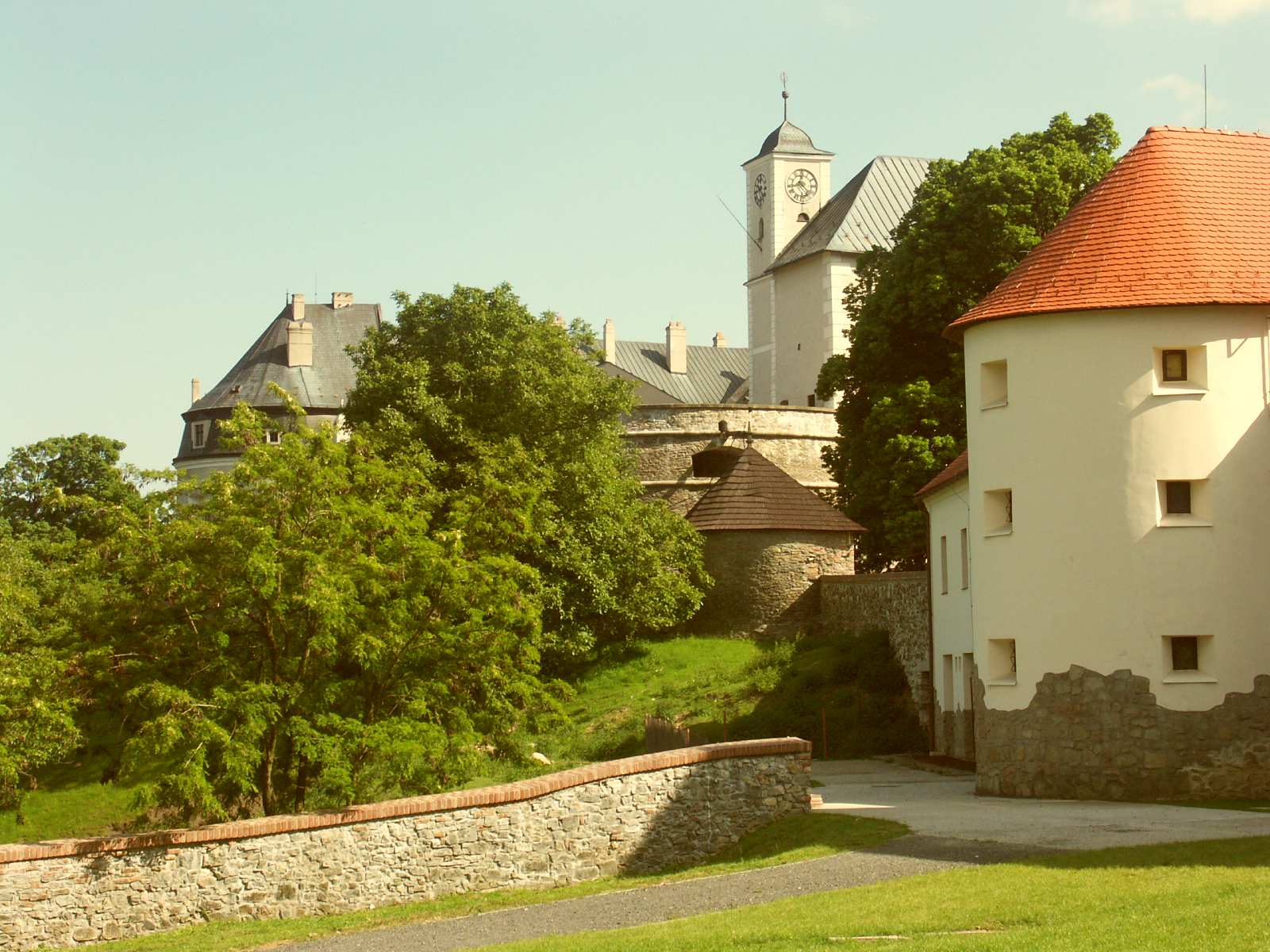
Vöröskő vára

- Határában, 340 m magas hegyen áll Vöröskő (Oldruh, Biberstein) teljesen ép vára. A várkápolna 1649-ben épült, Nagyboldogasszony napján (augusztus 15.) van a búcsúja, amikor a faluból körmenet megy fel a várba, amely 1944-ig a Pálffyak tulajdona volt. Értékes fegyver-, műkincs- és éremgyűjtemény van benne, berendezése eredeti. Mesterséges barlangja, és beépített vízvezetékrendszere van.
- Szent Imre herceg tiszteletére szentelt római katolikus temploma 15. századi, 1937-ben kibővítették és újjáépítették.
- A Szent Flórián-szobor 1776-ban készült.